# Reichenbach (Stöttwang)
Reichenbach ist ein Gemeindeteil von Stöttwang im schwäbischen Landkreis Ostallgäu in Bayern.

## Lage und Verkehrsanbindung
Das Kirchdorf liegt südwestlich des Kernortes Stöttwang und nordöstlich von Gennachhausen an der Kreisstraße OAL 16. Am östlichen und südlichen Ortsrand fließt der Reichenbach, der südwestlich des Ortes in die westlich fließende Gennach mündet. 

## Baudenkmale
In der Liste der Baudenkmäler in Stöttwang ist für Reichenbach ein Baudenkmal aufgeführt:
- Die katholische Filialkirche St. Blasius ist ein Neubau aus dem Jahr 1730.